# خورخي بيريز (متزحلق جبال الألب)
خورخي بيريز (بالإسبانية: Jorge Pérez)‏ هو متزحلق جبال الألب إسباني، ولد في 7 سبتمبر 1961.

## وصلات خارجية
- خورخي بيريز على موقع أوليمبيديا (الإنجليزية)